# Референдумы в Швейцарии (1972)
Референдумы в Швейцарии проходили 5 марта, 4 июня, 24 сентября и 3 декабря 1972 года. В марте проходили референдумы по гражданской инициативе о стимулировании жилищного домостроительства (предложение и встречное предложение) и по конституционной поправке о защите квартиросъёмщиков. В то время как инициатива была отклонена, конституционная поправка была одобрена. В июне прошли референдумы по мерам стабилизации федерального строительного рынка и по защите национальной валюты. Оба предложения были одобрены. Сентябрьский референдум был посвящён усилению контролю за оружием и запрете экспорта вооружений. Он был отклонён 50,3 % голосов избирателей. В декабре проходили референдумы по гражданской инициативе о введении «народной пенсии» (предложение и встречное предложение) и по соглашению с Европейским экономическим сообществом. Инициатива была отклонена, а соглашение — одобрено.

## Результаты

### Март: Жилищное домостроительство
| Выбор                                | Гражданская инициатива | Гражданская инициатива | Гражданская инициатива | Гражданская инициатива | Гражданская инициатива | Встречная инициатива | Встречная инициатива | Встречная инициатива | Встречная инициатива | Встречная инициатива |
| Выбор                                | Общее голосование      | Общее голосование      | Кантоны                | Кантоны                | Кантоны                | Общее голосование    | Общее голосование    | Кантоны              | Кантоны              | Кантоны              |
| Выбор                                | Голосов                | %                      | Полных                 | Полу-                  | Всего                  | Голосов              | %                    | Полных               | Полу-                | Всего                |
| ------------------------------------ | ---------------------- | ---------------------- | ---------------------- | ---------------------- | ---------------------- | -------------------- | -------------------- | -------------------- | -------------------- | -------------------- |
| За                                   | 360 262                | 28,9                   | 0                      | 0                      | 0                      | 727 629              | 58,5                 | 18                   | 6                    | 21                   |
| Против                               | 835 315                | 67,1                   | 19                     | 6                      | 22                     | 432 872              | 34,8                 | 1                    | 0                    | 1                    |
| Без ответа                           | 48 915                 | 3,9                    | -                      | -                      | -                      | 83 991               | 6,7                  | -                    | -                    | -                    |
| Пустых бюллетеней                    | 26 974                 | -                      | -                      | -                      | -                      | 26 974               | -                    | -                    | -                    | -                    |
| Недействительных бюллетеней          | 14 427                 | -                      | -                      | -                      | -                      | 14 427               | -                    | -                    | -                    | -                    |
| Всего                                | 1 285 893              | 100                    | 19                     | 6                      | 22                     | 1 285 893            | 100                  | 19                   | 6                    | 22                   |
| Зарегистрированных избирателей/ Явка | 3 600 759              | 35,7                   | -                      | -                      | -                      | 3 600 759            | 35,7                 | -                    | -                    | -                    |
| Источник: Direct Democracy           |                        |                        |                        |                        |                        |                      |                      |                      |                      |                      |

### Март: Защита квартиросъёмщиков
| Выбор                                | Общее голосование | Общее голосование | Кантоны | Кантоны | Кантоны |
| Выбор                                | Голосов           | %                 | Полных  | Полу-   | Всего   |
| ------------------------------------ | ----------------- | ----------------- | ------- | ------- | ------- |
| За                                   | 1 057 322         | 85,4              | 19      | 6       | 22      |
| Против                               | 180 795           | 14,6              | 0       | 0       | 0       |
| Пустых бюллетеней                    | 45 638            | -                 | -       | -       | -       |
| Недействительных бюллетеней          | 1 959             | -                 | -       | -       | -       |
| Всего                                | 1 285 714         | 100               | 19      | 6       | 22      |
| Зарегистрированных избирателей/ Явка | 3 600 759         | 35,7              | -       | -       | -       |
| Источник: Direct Democracy           |                   |                   |         |         |         |

### Июнь: Строительный рынок
| Выбор                                | Общее голосование | Общее голосование | Кантоны | Кантоны | Кантоны |
| Выбор                                | Голосов           | %                 | Полных  | Полу-   | Всего   |
| ------------------------------------ | ----------------- | ----------------- | ------- | ------- | ------- |
| За                                   | 774 794           | 83,3              | 19      | 6       | 22      |
| Против                               | 154 827           | 16,7              | 0       | 0       | 0       |
| Пустых бюллетеней                    | 33 453            | -                 | -       | -       | -       |
| Недействительных бюллетеней          | 781               | -                 | -       | -       | -       |
| Всего                                | 963 855           | 100               | 19      | 6       | 22      |
| Зарегистрированных избирателей/ Явка | 3 604 099         | 26,7              | -       | -       | -       |
| Источник: Nohlen & Stöver            |                   |                   |         |         |         |

### Июнь: Защита национальной валюты
| Выбор                                | Общее голосование | Общее голосование | Кантоны | Кантоны | Кантоны |
| Выбор                                | Голосов           | %                 | Полных  | Полу-   | Всего   |
| ------------------------------------ | ----------------- | ----------------- | ------- | ------- | ------- |
| За                                   | 808 974           | 87,7              | 19      | 6       | 22      |
| Против                               | 113 164           | 12,3              | 0       | 0       | 0       |
| Пустых бюллетеней                    | 40 014            | -                 | -       | -       | -       |
| Недействительных бюллетеней          | 1 035             | -                 | -       | -       | -       |
| Всего                                | 963 187           | 100               | 19      | 6       | 22      |
| Зарегистрированных избирателей/ Явка | 3 604 099         | 26,7              | -       | -       | -       |
| Источник: Nohlen & Stöver            |                   |                   |         |         |         |

### Сентябрь: Контроль за вооружением
| Выбор                                | Общее голосование | Общее голосование | Кантоны | Кантоны | Кантоны |
| Выбор                                | Голосов           | %                 | Полных  | Полу-   | Всего   |
| ------------------------------------ | ----------------- | ----------------- | ------- | ------- | ------- |
| За                                   | 585 046           | 49,7              | 6       | 2       | 7       |
| Против                               | 592 833           | 50,3              | 13      | 4       | 15      |
| Пустых бюллетеней                    | 18 598            | -                 | -       | -       | -       |
| Недействительных бюллетеней          | 1 762             | -                 | -       | -       | -       |
| Всего                                | 1 198 239         | 100               | 19      | 6       | 22      |
| Зарегистрированных избирателей/ Явка | 3 620 937         | 33.1              | -       | -       | -       |
| Источник: Nohlen & Stöver            |                   |                   |         |         |         |

### Декабрь: Народная пенсия
| Выбор                                | Гражданская инициатива | Гражданская инициатива | Гражданская инициатива | Гражданская инициатива | Гражданская инициатива | Встречная инициатива | Встречная инициатива | Встречная инициатива | Встречная инициатива | Встречная инициатива |
| Выбор                                | Общее голосование      | Общее голосование      | Кантоны                | Кантоны                | Кантоны                | Общее голосование    | Общее голосование    | Кантоны              | Кантоны              | Кантоны              |
| Выбор                                | Голосов                | %                      | Полных                 | Полу-                  | Всего                  | Голосов              | %                    | Полных               | Полу-                | Всего                |
| ------------------------------------ | ---------------------- | ---------------------- | ---------------------- | ---------------------- | ---------------------- | -------------------- | -------------------- | -------------------- | -------------------- | -------------------- |
| За                                   | 294 511                | 15,6                   | 0                      | 0                      | 0                      | 1 393 797            | 74,0                 | 19                   | 6                    | 22                   |
| Против                               | 1 481 488              | 78,6                   | 19                     | 6                      | 22                     | 418 018              | 22,2                 | 0                    | 0                    | 0                    |
| Без ответа                           | 108 776                | 5,8                    | -                      | -                      | -                      | 72 960               | 3,9                  | -                    | -                    | -                    |
| Пустых бюллетеней                    | 20 837                 | -                      | -                      | -                      | -                      | 20 837               | -                    | -                    | -                    | -                    |
| Недействительных бюллетеней          | 15 614                 | -                      | -                      | -                      | -                      | 15 614               | -                    | -                    | -                    | -                    |
| Всего                                | 1 921 226              | 100                    | 19                     | 6                      | 22                     | 1 921 226            | 100                  | 19                   | 6                    | 22                   |
| Зарегистрированных избирателей/ Явка | 3 628 891              | 52,9                   | -                      | -                      | -                      | 3 628 891            | 52,9                 | -                    | -                    | -                    |
| Источник: Direct Democracy           |                        |                        |                        |                        |                        |                      |                      |                      |                      |                      |

### Декабрь: Соглашение с ЕЭС
| Выбор                                | Общее голосование | Общее голосование | Кантоны | Кантоны | Кантоны |
| Выбор                                | Голосов           | %                 | Полных  | Полу-   | Всего   |
| ------------------------------------ | ----------------- | ----------------- | ------- | ------- | ------- |
| За                                   | 1 344 994         | 72,5              | 19      | 6       | 22      |
| Против                               | 509 465           | 27,5              | 0       | 0       | 0       |
| Пустых бюллетеней                    | 62 125            | -                 | -       | -       | -       |
| Недействительных бюллетеней          | 3 569             | -                 | -       | -       | -       |
| Всего                                | 1 920 153         | 100               | 19      | 6       | 22      |
| Зарегистрированных избирателей/ Явка | 3 628 891         | 52,9              | -       | -       | -       |
| Источник: Nohlen & Stöver            |                   |                   |         |         |         |